# Éditions François Bourin
Pour les articles homonymes, voir Bourin.
 (janvier 2015).
Les Éditions François Bourin sont une maison d'édition française dont le siège social est situé à Paris, dans le 11e arrondissement. Elles ont été fondées en 1987 par l'éditeur François Bourin, fils de Jeanne Bourin, historienne médiéviste et romancière, et d'André Bourin, critique littéraire, écrivain et ancien président du prix Renaudot. En mars 2021, les éditions changent de nom et deviennent les éditions Les Pérégrines. Ce nouveau nom est directement inspiré du titre du roman Les Pérégrines (1989), première parution littéraire de la maison signée Jeanne Bourin.

## Historique
Créées en 1987, les Éditions François Bourin publient des auteurs tels que Jeanne Bourin, Michel Serres, Jacques Testard, Alain Etchegoyen. Après avoir rejoint le groupe de la Cité en 1994, la maison devient indépendante en 2002, et publie des auteurs comme Marc Fiorentino, Laurence Benhamou, Charles Gave, Christian Saint-Étienne, Philippe Chalmin, Patrice Romain, auteur des Mots d’excuse ou encore l’écrivain chinois Jiang Rong, auteur du best-seller Le Totem du Loup. 
En 2016, François Bourin, le fondateur de la maison, en reprend la direction avec sa nièce, Aude Chevrillon. 
Il s'agit d'une maison d'édition généraliste qui publie essentiellement de la littérature, des essais et des documents, tout en élargissant ses parutions grâce à des collections telles que « Icônes », « Petits éloges » ou encore « GENRE! ». François Bourin s'associe notamment Aude Chevrillon, Alice Peuvot et François Roche.
En mars 2021, les Éditions François Bourin sont devenues Les Pérégrines.